# Parti Islam Se-Malaysia
Die Parti Islam Se-Malaysia (PAS, Islamische Partei Malaysias) ist eine islamische politische Partei in Malaysia, die der Opposition angehört. Ihr Vorsitzender ist Abdul Hadi Awang. 
Bei der Wahl 2008 war die PAS Teil einer Oppositionskoalition, der Pakatan Rakyat unter Führung von Anwar Ibrahim. Im malaysischen Parlament erlangte diese Koalition insgesamt 46,7 % der Stimmen, was zu 82 der 222 Sitze führte. An die PAS gingen dabei 14,5 % der Stimmen und 23 Sitze. Auch konnte die Pakatan Rakyat in fünf der 13 malaysischen Bundesstaaten die Mehrheit im Landesparlament erlangen und dort die Regierung stellen.

## Wählerbasis und politische Ausrichtung
Die Hochburgen der PAS sind ländliche konservative Gegenden und kann sich in den beiden nordöstlichen Bundesstaaten Kelantan und Terengganu auf eine breite islamische Mehrheit stützen, da die überwältigende Mehrheit der Bevölkerung dort Malaien sind. Dennoch vermeiden die Islamisten es, die ethnischen Minderheiten zu sehr einzuschränken, vor allem die Chinesen, die die mit Abstand größte und wohlhabendste Minderheit Malaysias sind. Bei Wahlen auf Landesebene benötigt die PAS für einen Sieg nach der Einschätzung von Experten auch die Stimmen der Minderheiten, weil nur etwa 60 % Prozent der Bevölkerung Muslime sind und es unwahrscheinlich ist, dass sich die überwältigende Mehrheit der Malaien von der UMNO abwendet.  In Terengganu ist weiterhin Bier und Schweinefleisch zu kaufen, obwohl Islamisten dies sonst strikt ablehnen. 
Dagegen ist es seit 2003 nicht erlaubt, die Dienste eines Fremdenführers in Anspruch zu nehmen, der dem anderen Geschlecht angehört. Wenn man also einen Familienausflug macht, muss man die Familie aufteilen und Besichtigungen getrennt unternehmen.
Während ein Kernpunkt im Programm der regierenden UMNO, die ebenfalls von muslimischen Malaien getragen wird, die wirtschaftliche Besserstellung und Privilegierung der Malaien auf Kosten der Chinesen  ist, ist die PAS weniger an Umverteilung orientiert. In Terengganu hat sie einer Gruppe von chinesischen Familien die Eigentumsrechte für ein Grundstück überschrieben, die sich davor unter UMNO-Herrschaft lange umsonst um das Grundstück bemüht hatte.

## Geschichte
Die wurde am 31. Mai 1955 mit ihrem ursprünglichen Namen Persatuan Islam Se-Malaysia registriert. Sie war ursprünglich Teil der UMNO, der politisch dominanten Partei in Malaysia, trennte sich aber später von dieser. 1959 gewann PAS in Kelantan und Terengganu die Wahlen und war damit eine der ersten islamischen Parteien überhaupt, die in einem Land an die Macht gelangte. In Kelantan stellte die PAS bis 1978 weiter die Regierung. 1962 wurde die PAS allerdings stark geschwächt, als die UMNO-geführte Regierung die führenden Parteikader wegen Kollaboration mit dem verfeindeten Indonesien inhaftierte.
1964 wurde Mohamad Muda Asri Vorsitzender der PAS und gleichzeitig Chefminister von Kelantan. Er führte die Partei 1974 in die Regierungskoalition Barisan Nasional (Nationale Front) mit der UMNO.
Die politische Verbindung zwischen PAS und Nationaler Front war nur von kurzer Dauer, und 1978 konnte die United Malays National Organization (UMNO) die Mehrheit der Stimmen in Kelantan gewinnen. 1982 wurde Asri von jungen Abgeordneten zum Rücktritt gezwungen, die von den Ergebnissen seiner politischen Arbeit enttäuscht waren. Die Islamische Revolution in Iran brachte die Partei dazu, die Religionsgelehrten politisch aufzuwerten. Sie erhielten ab 1982 nicht nur die führende Rolle in der Parteiführung, sondern auch die zentrale Position in dem eigenen Entwurf vom islamischen Staat.
Um die Macht der UMNO zu brechen, umwarb die PAS bei den Wahlen von 1986 die nicht-malaiische Bevölkerung Malaysias mit dem Versprechen einer gerechten Gesellschaft ohne religiöse oder rassische Diskriminierung.
Bei den allgemeinen Wahlen von Oktober 1990 schnitt die PAS auf Bundesebene zwar schlecht ab, doch konnte sie in Kelantan alle parlamentarischen und staatlichen Sitze für sich gewinnen. Hieraufhin verkündete die Partei den Plan, in diesem Bundesstaat die Hadd-Strafen einzuführen.
1999 war PAS Gründungsmitglied der Oppositionskoalition Barisan Alternatif und konnte bei der Parlamentswahl ihre Präsenz im Parlament von 7 auf 27 Sitze ausbauen. Auch gewann sie im Staat Terengganu und konnte beinahe in Kedah die Mehrheit erlangen. 
Als im März 2001 die Taliban die Buddha-Statuen von Bamiyan in Afghanistan zerstörten, schockierte Abdul Hadi Awang die Weltöffentlichkeit dadurch, dass er die Taliban in einer Predigt moralisch unterstützte und sagte, dass die Taliban ein schönes Beispiel für ein islamisches Regime seien, wie er es sich für Malaysia wünsche.
Bei den Wahlen im Jahr 2004 gewann die PAS sieben Sitze, wobei einer nur durch die Disqualifizierung eines Barisan Nasional-Kandidaten an die PAS fiel. Der Parteivorsitzende Abdul Hadi Awang verlor seinen Sitz im Parlament. Die PAS verlor auch die Mehrheit in Terengganu, konnte aber in Kelantan ihre Mehrheit knapp verteidigen.